# Cerkiew św. Mikołaja w Tukums
Cerkiew św. Mikołaja – prawosławna cerkiew parafialna w Tukums, w dekanacie ryskim eparchii ryskiej Łotewskiego Kościoła Prawosławnego.
Prawosławna parafia w Tukums powstała w 1850 z inicjatywy biskupa ryskiego i mitawskiego Platona. Do 1871 nabożeństwa odbywały się w wynajętych pomieszczeniach. Funkcjonująca obecnie (XXI w.) cerkiew została wzniesiona w 1871 i poświęcona 6 grudnia tego roku.